# Oleg Burlakov
Oleg Leonidovič Burlakov (in russo Олег Леонидович Бурлаков?; Leningrado, 24 agosto 1949 – Lapino, 21 giugno 2021) è stato un imprenditore russo, oligarca e miliardario con passaporto anche canadese. È stato comproprietario di Strojlesbank, il principale azionista della società Burneftegaz (85%), ex proprietario e presidente del consiglio di amministrazione di Novoroscement, proprietario della fabbrica di vernici e vernici Terpentin a Višegrad e Impulse Investment and Construction Company.
Nel 2021, Burlakov si è classificato al 177º posto nella classifica russa di Forbes con una fortuna di quasi 3 miliardi di sterline. Nello stesso anno morì di COVID-19.

## Biografia
Oleg Burlakov nacque a Leningrado nel 1949. Sua madre un'infermiera e suo padre un ingegnere militare. Sua sorella Vera è un'ingegnera economica, sposata con il socio in affari di Burlakov, Nikolaj Kazakov. Si diplomò nel villaggio di Bagerovo vicino a Kerč'. Suo padre venne trasferito per prestare servizio in un'unità militare impegnata nello sviluppo di mezzi per consegnare armi atomiche a siti di test come quelli di Semipalatinsk e Novaja Zemlja. Dopo aver terminato l'istruzione preliminare, Oleg Burlakov entrò nella scuola di aviazione militare di Kiev. Nel 1972 Burlakov divenne ufficiale dell'aeronautica militare sovietica. Dedicò la maggior parte del suo tempo alla ricerca scientifica e fu coinvolto in ricerche militari segrete per l'industria aeronautica e spaziale.
Nel 1980 diventò un candidato di scienze tecniche presso l'Accademia di ingegneria aeronautica di Žukovskij. Lavorò poi a Charkiv come capo del Dipartimento delle operazioni di equipaggiamento aeronautico presso la Scuola superiore di ingegneria dell'aviazione militare. Nel 1989 lasciò il servizio militare per motivi morali, pochi anni dopo si trasferì con la sua famiglia in Canada.
Dal 2011 Oleg Burlakov visse nel Principato di Monaco grazie ad un permesso di soggiorno.
Nel 2018, qualcuno tentò di assassinarlo a Mosca. Uno sconosciuto si avvicinò a Burlakov mentre era seduto in una Cadillac Escalade e lo chiamò. Quando l'uomo d'affari abbassò il finestrino, l'uomo sparò diversi colpi in direzione dell'auto. Nessuno rimase ferito.
Nello stesso anno, Oleg Burlakov venne ricoverato in ospedale e nel suo sistema fu trovato arsenico, suggerendo un tentativo di avvelenamento. L'uomo d'affari ha attribuito i tentativi a un conflitto sulla divisione dei beni durante la sua procedura di divorzio e alla presunta appropriazione indebita di fondi familiari da parte della moglie Ljudmila Burlakova (Marčenko), che aveva chiesto il divorzio nel dicembre 2018.

### La morte
Oleg Burlakov morì il 21 giugno 2021 nella clinica Lapino vicino a Mosca dopo aver combattuto contro il COVID-19.
La sorella dell'uomo d'affari, Vera Kazakova, voleva seppellirlo al cimitero Serafimovskij di San Pietroburgo, dove si trovano le tombe di sua madre, suo padre e sua nonna e dove lo stesso Burlakov, secondo Kazakova, voleva essere sepolto. Tuttavia, la vedova, Ljudmila Burlakova e le sue figlie Veroniсa ed Elena, insistettero per seppellire il corpo in Canada.
Le autorità si rifiutarono di consegnare il corpo a Vera Kazakova. Il corpo fu in seguito spostato in un altro obitorio, entrarono in campo gli avvocati. Nell'ottobre 2021 iniziarono le indagini sulla rimozione della salma, l'ispezione effettuata dalla direzione investigativa di Solncevskij misero in evidenza che i doganieri di Vnukovo avevano accettato documenti falsi in merito all'uscita dalla Russia del corpo del miliardario, trasferito nel frattempo in Svizzera e poi in Canada.
Oleg Burlakov fu sepolto in un cimitero di Toronto.

## Attività scientifica
Burlakov è stato autore di oltre 30 pubblicazioni scientifiche e più di 5 invenzioni scientifiche, per le quali è stato insignito del titolo di "Inventore onorato dell'URSS". Uno dei suoi lavori venne premiato con un diploma di comandante in capo delle forze aeree.
Fu autore di indicazioni metodologiche per gli studenti per corrispondenza del corso "Fondamenti di Radioelettronica". È stato coautore di un libro di testo per l'Accademia aeronautica intitolato "Fondamenti di radioelettronica", il libro di testo "Equipaggiamento per l'aviazione" e il libro di testo "Fondamenti di elettronica radioelettronica per l'aviazione". Fu anche il creatore di raccomandazioni metodologiche per condurre l'addestramento militare dei cadetti presso la Facoltà di attrezzature aeronautiche, la Scuola superiore di ingegneria dell'aviazione militare di Kharkov della Bandiera rossa.

## Attività imprenditoriale

### Produzione di sistemi di alimentazione
Nel 1989, Burlakov, insieme a Nikolaj Ivanovič Kazakov, ingegnere geochimico e imprenditore (e marito della sorella di Burlakov, Vera) organizzò l'associazione di produzione scientifica cooperativa multi-profilo "Integral" a Charkiv; era impegnata nello sviluppo di sistemi di alimentazione per l'industria militare sovietica e parti per veicoli spaziali. Burlakov fu personalmente coinvolto nello sviluppo dell'azienda, che negli anni '90 è diventata una delle più grandi aziende impegnate in questo tipo di attività. 

### Industria petrolifera
Negli anni '90, insieme a NI Kazakov, creò Sovinterfrance, una joint venture franco-sovietica a Kharkov. 
L'attività iniziò con la costruzione di magazzini frigoriferi. Burlakov decise quindi di riorientare l'azienda e di passare al commercio: acquistò pompe petrolifere sommergibili dall'impianto elettromeccanico di Kharkov e le inviò in Russia in cambio di petrolio. Nel 1992 la società Sovinterfrance aprì una filiale a San Pietroburgo ed esportò 217mila tonnellate di petrolio russo. Un anno dopo, la filiale ucraina di Sovinterfrance venne chiusa. 
Nel 2005, Oleg Burlakov, insieme a Pavel Mitrofanov, fondò Burneftegaz, una società che ha acquistato giacimenti petroliferi alle aste. Burlakov fu coinvolto nell'attrarre investimenti per espandere l'attività. Come risultato dei suoi sforzi, furono ottenute 8 licenze di sviluppo e nel 2013 la produzione di petrolio e gas condensato fu di 291.975 tonnellate. 
Nel 2014 Mitrofanov lasciò la Russia, accusato di aver offerto una tangente di 5 milioni di rubli. A quel punto Burlakov decise di vendere Burneftegaz. Gli investimenti di Burlakov ammontavano a 700 milioni di dollari, l'85% dei quali erano fondi presi in prestito. La società fu venduta a Bashneft per 1 miliardo di dollari, di cui circa 600 milioni andarono a saldare i debiti. Burlakov ebbe circa 360 milioni di dollari per la sua quota dell'85%, una somma poi investita in strumenti finanziari. 

### Produzione di cemento
Nel 1992, Oleg Leonidovič e i suoi amici ottennero il controllo del cementificio di Belgorod, investendo circa 500 000 dollari. Alla fine l'impianto fu venduto nel 2003. 
Nel novembre 1993, le società appartenenti a Burlakov e Kazakov acquisirono azioni del gigante del cemento Novoroscement a un'asta di voucher. La holding era composta da tre impianti con una capacità di oltre 4 milioni di tonnellate di cemento all'anno, di cui 1 milione di tonnellate esportate. Nel 2003, l'uomo d'affari ottenne una partecipazione di controllo rilevando una quota del 31,7% da Holderbank.
Nel 2007, Burlakov e Kazakov vendettero Novoroscement per 1,2 miliardi di dollari a Lev Kvetnoj, un altro uomo d'affari russo incluso nella lista di Forbes. Burlakov fu direttamente coinvolto nello sviluppo strategico e nella gestione dell'azienda. A seguito delle sue decisioni, nel 2007, la produzione di cemento di Novoroscement fu aumentata di 1,3 milioni di tonnellate rispetto al 2003 (quando Burlakov aveva rilevato la partecipazione di controllo), raggiungendo i 3,8 milioni di tonnellate.

### Altri investimenti
Negli anni '90, Oleg Burlakov acquistò e vendette con successo, sempre con Kazakov, proprietà in diversi settori. Nel 1998, i due acquisirono il Roscem, un'unità di ormeggio e carico a Ust-Luga nell'oblast di Leningrado. 
Nel 2008 rilevarono Krasnodarpromželdortrans a Krasnodar. Nello stesso anno Burlakov privatizzò la fabbrica di pitture e vernici Terpentin a Visegrad e nel 2012 dette in concessione un deposito di lignite e bentonite in Serbia, investendo circa 23,5 milioni di marchi convertibili. 
Burlakov investì anche nello sviluppo e nella costruzione di immobili, un mercato in cui fu introdotto da Alexander Kripak, ex vice capo della Marina. Investì anche nell'estrazione di platinoidi della Carelia su invito di Vladimir Grishaenko, un ex gestore del KGB per Gokhran. 
A partire dal 2014 fu proprietario del 74,88% in Strojlesbank e del 20,99% in Krasnodarpromželdortrans. A partire dal 2021, possedeva ufficialmente la compagnia di trasporti Krasnodarpromželdortrans, il centro commerciale "Kalinka" che includeva l'hotel "Tyumen Hilton" nel centro di Tjumen' e Strojlesbank.

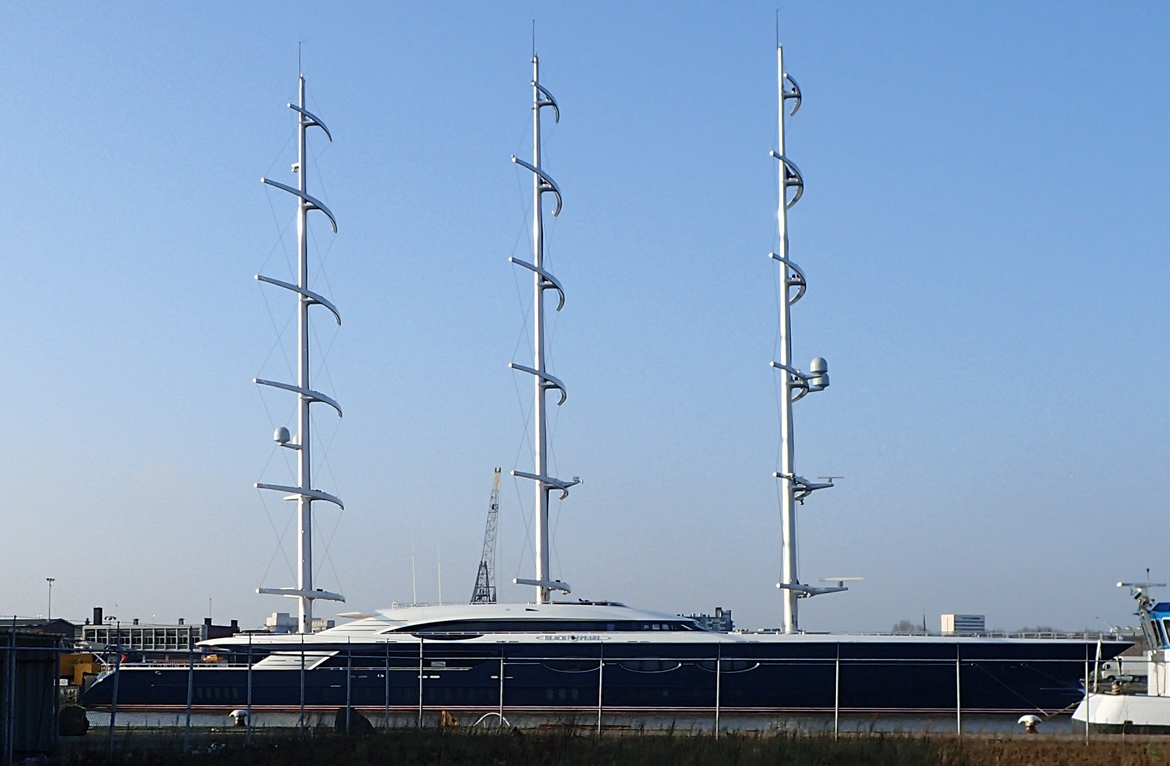
Black Pearl a Rotterdam nel gennaio 2018

### Black Pearl (yacht)
Oleg Burlakov è stato appassionato di modellismo navale fin dall'infanzia e per molto tempo coltivò l'idea di costruire la propria barca. Nel 2005, dopo aver letto la notizia delle prime batterie solari flessibili a cristalli liquidi, ebbe l'idea di utilizzare batterie solari al posto delle vele. Burlakov considerava il suo yacht un progetto scientifico e un prototipo, progettando di applicare in seguito la tecnologia per sviluppare navi da carico alimentate da fonti energetiche alternative. A tal fine, Burlakov negoziò con successo con i rappresentanti della United Shipbuilding Corporation l'utilizzo di questi sviluppi in Russia.
Nella realizzazione di questo progetto, Burlakov collaborò con il designer inglese Ken Frejvoch, che sviluppò il "Maltese Falcon" nel 2006, uno yacht con un sistema unico di 15 vele quadrate che può essere allestito in soli sei minuti. Un sistema di navigazione simile venne installato sullo yacht di Burlakov, il "Black Pearl", ma con pannelli solari flessibili integrati nel tessuto delle vele.
La costruzione dello yacht iniziò nel 2010 nel cantiere navale di Rotterdam, nei Paesi Bassi. Nel 2018, Oleg Burlakov aveva investito più di 250 milioni di euro nella sua progettazione e creazione, di cui 150 milioni di euro erano prestiti da banche europee. L'importo totale degli investimenti è stato stimato tra i 250  e i 400 milioni di euro.
Burlakov fu direttamente coinvolto in ogni fase della creazione dello yacht, lungo 106,7 metri, tre alberi DynaRig che supportano una superficie velica di 2.900 metri quadrati, scafo in acciaio,  sovrastruttura in alluminio e gli alberi in fibra di carbonio. Sede alle isole Cayman. Tra le altre cose, Burlakov inventò un meccanismo per gli alberi, che iniziò a brevettare nel 2018.  Burlakov prestò molta attenzione all'ecologia nella costruzione della nave: l'acqua a bordo viene riutilizzata e il team utilizza liquami trattati per lavare i pavimenti. È dotato di raccolta differenziata dei rifiuti, imballaggi riutilizzabili e un minimo di plastica e prodotti chimici: la "politica ambientale" a bordo è molto severa.
La Black Pearl fu finalmente varata nel 2016 ed è l'unica nave al mondo in grado di immagazzinare energia da fonti alternative e utilizzarle.

## Vita privata
Burlakov era sposato con Ljudmila Burlakova, (nata il 2 luglio 1951), dalla quale ebbe due figlie: Elena (nata il 29 ottobre 1973) e Veronika (nata il 18 dicembre 1985).
La moglie di Burlakov, Ljudmila, e i loro figli furono coinvolti in un conflitto su larga scala relativo alla proprietà che portò a una vasta serie di processi giudiziari internazionali comunemente chiamati "caso Burlakov". Burlakov disse alla polizia nel 2018 che sua moglie avrebbe potuto essere coinvolta in un tentativo di omicidio.
I rapporti all'interno della famiglia diventarono sempre più tesi e ostili nel 2017-2018. Secondo i mass media, ciò era principalmente dovuto al fatto che Oleg Burlakov sembrava avere una relazione con una giovane donna di nome Sofia Shevtsova, una hostess. Si è saputo che Burlakov e Shevtsova miravano a concepire un bambino usando la fecondazione in vitro.
Nel 2018, Ljudmila Burlakova trasferì ingenti somme di capitale dai conti bancari affidatile dal marito e dal suo socio in affari, Nikolai Kazakov. Queste operazioni furono assistite dalle sue figlie e dai loro mariti, uno dei quali è il banchiere americano Gregory Gliner. L'importo complessivo sottratto è stato stimato in 1,5 miliardi di dollari USA, tutti guadagnati collettivamente da Oleg Burlakov e dal suo socio in affari.

### Divorzio e controversie
Nel 2018, Ljudmila Burlakova avviò una procedura di divorzio a Monaco, accompagnata da una controversia monetaria tra i coniugi. Oleg Burlakov credeva che sua moglie avesse rubato del denaro e ha avviato un'indagine penale contro di lei a Monaco.
Nel marzo 2019, il tribunale decise di separare Ljudmila e Oleg Burlakov all'interno della casa di famiglia a Monaco: il 10º e l'11º piano con piscina furono assegnati a Ljudmila, mentre il 9º piano fu lasciato all'uomo d'affari. Nel settembre 2019, Burlakov accusò la moglie e la figlia minore Veronica di frode e appropriazione indebita presentando accuse ai tribunali di Monaco e della Svizzera. Nella denuncia, l'uomo d'affari sostenne che parte dei fondi apparteneva a lui e parte al suo socio in affari, con il quale aveva guadagnato i soldi dalla vendita del Burneftegaz ($ 1 miliardo) e del Novoroscement ($ 1,45 miliardi). Nel 2018, senza il consenso di Burlakov e Kazakov, il denaro era stato prelevato su vari conti offshore controllati da Ljudmila Burlakova, anche a Guernsey. Parte del denaro finì nei conti delle figlie di Burlakov e parte in un fondo delle Bahamas, i cui beneficiari erano la moglie e le figlie dell'uomo d'affari.
Nel 2020, Ljudmila Burlakova intentò una causa civile contro il marito presso l'Alta Corte di Inghilterra e Galles. Oltre a suo marito, 12 persone ed entità in Svizzera furono incluse come imputate, tra cui Leo Trust, un fornitore di servizi aziendali per le varie società create da Oleg Burlakov.
Il divorzio avrebbe dovuto essere finalizzato alla fine dell'estate del 2021, ma l'uomo d'affari scomparve prima che la procedura fosse completata.